# Пралбоино
Пралбоѝно (на италиански: Pralboino, на източноломбардски: Pralbuì, Пралбуи) е малко градче и община в Северна Италия, провинция Бреша, регион Ломбардия. Разположено е на 47 m надморска височина. Населението на общината е 2994 души (към 2012 г.).